# الاحتواء المزدوج
سياسة الاحتواء المزدوج كانت سياسة خارجية رسمية للولايات المتحدة تهدف إلى احتواء العراق البعثي وإيران الثورية. تم استخدام المصطلح لأول مرة رسميًا في مايو 1993 من قبل مارتن إنديك في معهد واشنطن لسياسة الشرق الأدنى، وتم الإعلان عن هذه السياسة رسميًا في 24 فبراير 1994 في ندوة لمجلس سياسة الشرق الأوسط من قبل إنديك، الذي كان المدير الأول لشؤون الشرق الأوسط في مجلس الأمن القومي.
ولم تكن هذه السياسة في الواقع تأتي بجديد في جوهر سياسات الولايات المتحدة التي طالما سعت تاريخيًا إلى جعل كل من إيران والعراق اقل قوة منها في المنطقة، كل ما في الأمر أن سياسات الولايات المتحدة انهارت بقيام الثورة الإيرانية، فركّزت أمريكا على دعم العراق بعد أن كانت تدعم إيران، ثم انتهت حرب الخليج الثانية، فصار الجديد في سياستها هو السعي لإضعاف الطرفين معًا.
فكانت هذه السياسة بمثابة إستمرار للسياسة الخارجية الأمريكية تجاه إيران والعراق خلال الحرب الباردة ومحاولة بيل كلينتون لمراجعة إستراتيجية الخليج العربي بعد حرب الخليج.

## المنطق
كان لدى الولايات المتحدة عقيدة إستراتيجية طويلة الأمد في الشرق الأوسط بعدم السماح لأي دولة بأن تصبح قوية جدًا، بحيث يمكنها التحكم في إمدادات النفط في منطقة الخليج بأكملها. ولذلك كانت تنظر الولايات المتحدة إلى كل من المملكة العربية السعودية وإيران تحت حكم الشاه، على أنهما «ركيزتان» للأمن الإقليمي.
كان يحاول كلينتون أن يجعل عملية السلام الإسرائيلية - الفلسطينية أولوية رئيسية في سياسته الخارجية، ولذلك أراد التأكد من أن العراق وإيران لن يكونا في وضع يمكنهما التدخل في هذه الأجندة. وكان العراق بالفعل تحت احتواء الولايات المتحدة وحلفائها بسبب فرض حظرا جويا عراقيا عليه. وكانت إيران قد قطعت علاقاتها مع الولايات المتحدة منذ الثورة الإيرانية عام 1979. وعلى الرغم من أن كلينتون كان يأمل في حدوث تغييرات نهائية في سياسة نظام تلك البلدان، لكن كان يبدو أن سياسة الاحتواء هو الخيار الوحيد القابل للتطبيق في المستقبل القريب.
ومن جهة أخری كانت الولايات المتحدة قد خططت في الثمانينيات لتحقيق التوازن بين العراق وإيران ضد بعضهما البعض بشكل مباشر، إلا أن ذلك أصبح امراً غير مقبول وغير ضروري بحلول أوائل التسعينيات. وكلا البلدين قد استنفذا عسكريا وماليا من الحرب الإيرانية العراقية.
كلف كلينتون مستشاره للأمن القومي، توني ليك، بصياغة إستراتيجية جديدة.

## تنفيذ السياسة

### العراق
فضّل رئيس هيئة الأركان المشتركة الحوار مع صدام، لكن وزير الدفاع الأمريكي ليس آسبن ووكالة المخابرات المركزية ووزارة الخارجية الأمريكية كانوا يريدون موقفًا أكثر تشددًا. وكانت وزارة الخارجية قلقة من احتمال نشوب حرب طائفية في حال الإطاحة بصدام. ولذلك استقرت على نهج أطلق عليه «الاحتواء العدواني» وهي إستراتيجية الاحتواء من خلال العقوبات واللجوء في بعض الأحيان إلى القوة.
ورفض ليك منح وكالة المخابرات المركزية سلطة فورية لبدء استكشاف خيارات انقلاب محتمل بقيادة الضباط ضد صدام. وتم الاتفاق على أن تقدم الإدارة دعمًا سياسيًا للمؤتمر الوطني العراقي وان تواصل حظر الجوي العراقي.
ثم سمح كلينتون باستعمال القوة العسكرية العقابية ضد نظام صدام كجزء من هذه الإستراتيجية، وذلك في عام 1993، عندما تم اكتشاف أن الرئيس العراقي قد تآمر لاغتيال جورج بوش الأب، وفي عام 1998 عندما طرد صدام مفتشي الأسلحة للأمم المتحدة.

### إيران
كان يرى فريق كلينتون إيران على أنها «دولة مارقة» تعارض بشكل أساسي المصالح الأمريكية في الشرق الأوسط. واعتبر مارتن انديك، أن امكانيات إيران العسكرية ستشكل تهديدا خطيرا على إسرائيل.
ولم يكن خيار الإطاحة خيارًا سياسيًا قابلاً للتطبيق نظراً للافتقار إلى معارضة منظمة أو أصول استخباراتية أمريكية على الأرض. كما تم رفض خيار خلق حافز إيجابي للتغييرات السلوكية، بسبب عدم ثقة النظام الإيراني العميق في الولايات المتحدة. وأخيرًا، تم استبعاد العمل العسكري العقابي على أساس أن قدرات إيران الانتقامية كانت تعتبر كبيرة جدًا، وأن فوائد الضربات كانت غير مؤكدة للغاية. ولذلك تقرر مواصلة الجهود الأمريكية لمنع إيران من الحصول على الصواريخ الباليستية والتمويل الدولي.
تم تصميم هذا النهج، المعروف باسم «الاحتواء النشط»، لإقناع النخبة الإيرانية بالسعي إلى التقارب مع الغرب بمرور الوقت.
في 6 مايو 1995، وقع كلينتون على أمر تنفيذي لتعزيز الاحتواء الإيراني. وحظر مبيعات الأسلحة لإيران، والتقنيات ذات الاستخدام المزدوج، واستيراد البضائع الإيرانية. كما اتخذ موقفاً دبلوماسياً يمنع إيران من أي إقراض دولي.

## استقبال
وفقًا لإنديك، حاول الملك فهد ملك المملكة العربية السعودية إظهار دعمه لهذه السياسة من خلال الوعد بشراء العشرات من طائرات بوينج وماكدونيل دوجلاس المدنية في منتصف عام 1993 لضمان أن الصناعات الأمريكية يمكن أن تعتمد على الدعم المالي السعودي.
وأبلغت الإمارات العربية المتحدة المسؤولين الأمريكيين في أواخر التسعينيات أنهم يعتقدون أن صدام يفي بالتزاماته الدولية وأن احتواء العراق لم يعد ضروريًا. أصبحت هذه السياسة بشكل متزايد لا تحظى بشعبية على الصعيد الدولي، كما ضعفت العقوبات بشكل ملحوظ بحلول عام 2000.
دافع دانييل بايبس عن السياسة في شهادة أمام الكونغرس الأمريكي في مارس 1995 وأشاد باستراتيجيتها وسياستها لكنه انتقد تكتيكات تنفيذها. وقال إنه لا ينبغي إجبار السياسة الأمريكية على التعامل مع إيران أو العراق ما لم يتصرف أي منهما بمسؤولية.
انتقدت المقالات المنشورة في الشؤون الخارجية، في معهد كاتو، في عام 1994 سياسة الاحتواء المزدوج على أنها «تم إطلاقها مع عيوب منطقية وتناقضات عملية وتستند إلى فرضيات جيوسياسية خاطئة» وتلك التي تتطلب «وجودًا عسكريًا أمريكيًا طويل الأمد في منطقة الخليج الفارسي».

## النهاية
بعد مرور ما يقرب من عقد على تنفيذ الولايات المتحدة سياسة الاحتواء المزدوج، تصاعدت حدة الانتقادات لهذه السياسة، التي بدا وكأنها لم تحقق ايا من اهدافها سواء على الصعيد الإيراني أو العراقي، الأمر الذي دفع العديد من المراقبين إلى البحث في اسباب فشل هذه السياسة وبدائلها.
حيث أنه بعد عام 2003، أسقط نظام الحكم في بغداد، وترسّخ نظام الحكم في إيران أكثر، ولم يعد لسياسة الاحتواء المزدوج أيّة فعالية. في حين أن الولايات المتحدة لم تعد تقلق بشأن صدام حينها، فقد اضطرت إلى تكريس اهتمامها العسكري والسياسي للحفاظ على حكومة بغداد المهتزة، ومقاومة القوة الإيرانية في المنطقة.
وقد شعرت الإدارة الأمريكية، بأن سياسة الاحتواء المزدوج «مكلفة وعديمة الجدوى... ولا يمكن أن تشكل سياسة أمريكية طويلة المدى» واعترفت بأن «المحاولات الأحادية من جانب الولايات المتحدة الأمريكية لعزل إيران مكلفة وغير فعالة».
وقال تيد جالين كاربنتر، خبير الشؤون الدولية بمعهد كاتو، ان «سياسة الاحتواء المزدوج غير عملية وغير منطقية، فإنها لم ولن تفلح في تحقيق هدفها. حيث ان أي سياسة تحارب نفس العدو على مدى قرابة عشر سنوات يمكن تعريفها بأنها فشل ذريع». وقال محلل آخر هو غراهام فاولر، باحث سياسي أميركي، ان هذه السياسة الأمريكية «كانت تحمل بذور الفشل منذ البداية حيث ان الشئ الوحيد المشترك بين إيران والعراق هو معاداتهما للولايات المتحدة وكراهية كل منهما للاخرى»... «مثل هذه السياسة لا تتوافق مع الواقع». ويعتقد فاولر إن «محاولة عزل العراق وإيران أدى إلى عزل الولايات المتحدة في الشرق الاوسط».